# Dialetto bolognese
Il dialetto bolognese (nome nativo: dialàtt bulgnaiṡ, [djaˈlat bul̪ˈɲai̯z̺]) è una varietà linguistica della lingua emiliana, parlato principalmente nella città metropolitana di Bologna (fuorché ad est del fiume Sillaro, dove viene parlata la lingua romagnola), nel circondario di Castelfranco Emilia in provincia di Modena e, in sottovarianti locali, nei comuni di Sambuca Pistoiese, Cento, Sant'Agostino e Poggio Renatico. Nella città di Argenta (e nelle frazioni limitrofe di Bando e Santa Maria Codifiume) viene parlato un dialetto di transizione tra il bolognese e il ferrarese; mentre nel comune di Savignano sul Panaro si parla una variante del modenese con forti connotazioni bolognesi. Viene anche denominato emiliano sud-orientale e appartiene al più vasto gruppo linguistico gallo-italico.

## Sottovarianti locali
Il dialetto bolognese presenta una varietà piuttosto ricca di forme vernacolari all'interno della sua area di diffusione. Il linguista Daniele Vitali distingue sei sottovarianti principali che, pur presentando unitarietà a livello grammaticale, differiscono per tratti fonetici e lessicali:
- Dialetto bolognese cittadino;
- Dialetti bolognesi montani medi;
- Dialetti bolognesi montani alti;
- Dialetti bolognesi della pianura occidentale;
- Dialetti bolognesi della pianura orientale;
- Dialetti bolognesi della pianura settentrionale.

Di queste, la variante cittadina è l'unica ad essere stata oggetto di studi linguistici e lessicografici approfonditi ed è anche quella che gode di una letteratura più vasta. Le altre cinque varianti principali sono complessivamente definite "ariose" (dal bologn. ariåuṡ: arioso, fig. di fuori città).

### Bolognese cittadino
Il Vitali distingue il bolognese cittadino nelle varianti intramuraria, parlata nel centro storico, ed extramuraria, parlata al di là dei viali di circonvallazione. Fino alla Seconda guerra mondiale, il bolognese intramurario si divideva in più varietà, caratteristiche dei vari borghi del centro storico, ma esse si sono fuse per dare vita al bolognese intramurario moderno, definito anche standard per essere considerata la più prestigiosa tra tutte le varianti del dialetto bolognese.

#### Fonetica
Rispetto ad altre sottovarianti di bolognese, in quello cittadino si registrano le seguenti tendenze odierne:
- Riduzione di ä e å ad a davanti a consonanti nasali: mentre nei dialetti bolognesi rustici occidentali naturalmänt si  pronuncia [natural'mɛi̯ŋt], nella variante cittadina odierna la stessa parola verrà pronunciata [naturɐlˈmɛŋːt] o [naturɐlˈmaŋːt]; il nome della città di Bologna, Bulåggna in città viene pronunciato [buˈlaɲːɐ], e parole distinte come mänt "mente" e månt "monte" suonano ormai come omofone.
- Riduzione di ä e å ad a anche davanti alle altre consonanti: in bolognese cittadino casàtt, sacc /kaˈsat/, /ˈsak/ e rått, råss /ˈrat/, /ˈras/, mentre ad es. nei dialetti bolognesi montani medi si dice ancora /kaˈsɛt/, /ˈsɛk/, /ˈrʌt/, /ˈrʌs/.

## Filogenesi
Il bolognese, come gli altri dialetti del gruppo gallo-italico, appartiene al più vasto gruppo linguistico galloromanzo e differisce in vari aspetti dall’italiano, che è invece un idioma del gruppo italo-dalmata.

## Fonetica e ortografia
(Leopardi, Zibaldone, Volume VII, 4516)
Il sistema fonetico bolognese è assai più ricco dell’italiano, sia per le vocali che per le consonanti. Si utilizzerà in questa pagina l'Ortografia Lessicografica Moderna, elaborata da Daniele Vitali e Luciano Canepari ("Pronuncia e grafia del bolognese", in Rivista italiana di dialettologia) ed oggi divenuta la grafia ufficiale bolognese.

### Vocali
Alle sette vocali dell'italiano si aggiungono nel bolognese due suoni vocalici tipici: ä e å (che si pronunciano rispettivamente come la a e la o delle parole inglesi con accento americano: hand e bottle, rispettivamente [æ] e [ʌ]), nonché la sostanziale differenza tra vocale breve e vocale lunga. In bolognese si hanno dunque dodici suoni vocalici diversi: à, â, å, ä, è, ê, í, î, ô, ó, ú e û. Le vocali ä e å così come quelle lunghe sono sempre toniche. La distinzione tra vocale breve e vocale lunga è importante perché costituisce una coppia minima dal punto di vista fonetico: si confrontino infatti le due parole sacc (secco) e sâc (sacco). Caratteristico del bolognese è anche la presenza diffusa di dittonghi fonologici, che sono sempre tonici: ai e åu come in fiåur (fiore) o maila (mela).

### Consonanti
Per quanto riguarda le consonanti, quelle che presentano diversità sostanziali dall'italiano nella loro pronuncia sono la n, la s e la z.
In bolognese esistono tre tipi di suoni nasali: la n, la gn e la ṅ. Si avrà una ṅ velare tutte le volte che questa si trova prima di qualsiasi suono consonantico e in fine di parola: scaldén, ganba, uṡlén, dmanndga, rånper, cónza (scaldaletto, gamba, uccellino, domenica, rompere, condimento). Per convenzione questo suono viene sempre trascritto con n tranne che quando ricorre nel frequente nesso consonantico ṅn come in galéṅna (gallina), in cui ad una ṅ velare segue una n di tipo alveolare. Il suono nasale gn inoltre può essere presente anche a fine parola: Raggn (Reno).
La s e la z bolognesi si presentano in due timbri distinti: sorde (s e z) e sonore (ṡ e ż). Sono piuttosto peculiari. La s è infatti cacuminale e viene pronunciata arrotolando la lingua in modo che la punta tocchi il palato. È spesso accompagnata da un arrotondamento delle labbra e assomiglia vagamente alla spirante italiana "sc" davanti ad e o i. La z non è affricata come in italiano, ma è al contrario una spirante alveolare non solcata e laminare simile, ma non identica, al th inglese di thing o alla c spagnola di cierro che invece si differenziano perché sono interdentali. Le varianti sorda e sonora di ognuna di queste due vocali funge da morfema distintivo per le coppie minime: zänt (cento) e żänt (gente).
Altra caratteristica tipica del bolognese e di molte altre parlate galloitaliche è la presenza dei gruppi consonanticI s-c e s-g, che vengono pronunciati distintamente, come la c dell’italiano "cera": s-ciavvd (insipido) e la g di "giallo": s-giazèr (sghiacciare).

## Morfo-sintassi
(Dante Alighieri, De vulgari eloquentia)
Il bolognese distingue due generi (maschile e femminile) e due numeri (singolare e plurale). Per la formazione del femminile negli aggettivi e nella maggior parte dei sostantivi si aggiunge il suffisso -a al maschile: defizänt - defizänta (deficiente m/f); påndg - påndga (ratto m/f).
Complicata è la formazione del plurale. Infatti, a differenza dell'italiano, in molti casi non si aggiungono suffissi vocalici ma si produce un'alternanza vocalica nella radice del sostantivo, in un modo che ricorda le lingue germaniche. Così avremo per esempio:
- å - ó: biånnd (biondo) - biónnd (biondi)
- ô - û: żnòc’ (ginocchio) - żnûc’ (ginocchia)
- parole terminanti per -èl o -ôl terminano al plurale per -î e -û: martèl (martello) - martî (martelli); fiôl (figlio) - fiû (figli); vi sono eccezioni come nurmèl (normale), dove la parola rimane invariata nella sua forma plurale; altre, come sàntel (padrino), rimangono invariate al plurale poiché parole non tronche, ovvero con l'accento tonico che non cade sulla -èl od -ô.

Le parole maschili terminanti in consonante rimangono immutate al plurale e il numero è quindi individuabile solo tramite l'articolo: al râm (il ramo) - i râm (i rami). 
Le parole femminili non derivate da parole maschili perdono la -a finale: la rôda (la ruota) - äl rôd (le ruote). Talvolta è possibile l'aggiunta di vocali eufoniche: fammna (femmina) - fàmmen (femmine)
Le parole femminili derivate da parole maschili (sostantivi mobili) formano il plurale invece aggiungendo -i: biånnda (bionda) - biånndi (bionde) ziéṅna (zia) - ziéṅni (zie)
Gli articoli sono:
Determinativo: al (il - maschile singolare, usato davanti a tutti i nessi consonantici: al scumpartimänt); la (femminile singolare); l´(maschile o femminile singolare davanti a vocale -se femminile, con apostrofo a causa dell'elisione della a finale); i (maschile plurale); äl (femminile plurale); äli (femminile plurale davanti a vocale: äli ôv - le uova, pron. agliôv o egliôv).
Indeterminativo: un (uno - maschile singolare); una (femminile singolare)
Assai complesso è il sistema verbale, che comprende quattro classi verbali (verbi che terminano per -èr, -air, -er, -îr) spesso irregolari soprattutto nel sistema del presente indicativo. Particolarità del dialetto bolognese è la presenza, accanto al pronome tonico personale, di un altro elemento atono (che deve sempre essere espresso) che sta tra soggetto e verbo, definito (Vitali) espansione del soggetto. Si tratta del soggetto clitico, piuttosto comune nell'Italia settentrionale e che perdura anche in alcune varietà toscane.
I pronomi personali e le espansioni del soggetto sono:
"2 Dicimus ergo quod forte non male opinantur qui Bononienses asserunt pulcriori locutione loquentes, cum ab Ymolensibus, Ferrarensibus et Mutinensibus circunstantibus aliquid proprio vulgari asciscunt, sicut facere quoslibet a finitimis suis conicimus, ut Sordellus de Mantua sua ostendit, Cremone, Brixie atque Verone confini: qui, tantus eloquentie vir existens, non solum in poetando sed quomodocunque loquendo patrium vulgare deseruit.

3 Accipiunt enim prefati cives ab Ymolensibus lenitatem atque mollitiem, a Ferrarensibus vero et Mutinensibus aliqualem garrulitatem que proprie Lombardorum est: hanc ex commixtione advenarum Longobardorum terrigenis credimus remansisse.

4 Et hec est causa quare Ferrarensium, Mutinensium vel Regianorum nullum invenimus poetasse: nam proprie garrulitati assuefacti nullo modo possunt ad vulgare aulicum sine quadam acerbitate venire. Quod multo magis de Parmensibus est putandum, qui monto pro "multo" dicunt.

5 Si ergo Bononienses utrinque accipiunt, ut dictum est, rationabile videtur esse quod eorum locutio per commixtionem oppositorum ut dictum est ad laudabilem suavitatem remaneat temperata: quod procul dubio nostro iudicio sic esse censemus.

6 Itaque si preponentes eos in vulgari sermone sola municipalia Latinorum vulgaria comparando considerant, allubescentes concordamus cum illis …"
(Dante Alighieri, De vulgari eloquentia, libro I , cap. XV)
Espansione del soggetto: a (io); (e) t (tu); al, la (lui, lei); a (noi); a (voi); i, äli (loro)

Pronome personale: mé ; té ; ló, lî; nuèter ; vuèter ; låur
Coniugazione affermativa del verbo èser (essere)
- (mé) a sån
- (té) t î
- (ló) l é
- (lî) l'é
- (nuèter) a sän
- (vuèter) a sî
- (låur) i én
- (låur) äli én

Coniugazione interrogativa del verbo èser (derivata dall'inversione tra verbo e espansione del soggetto, posposta come in francese accade col soggetto)
- såggna?
- ît?
- êl, êla?
- saggna?
- sîv?
- êni?

Coniugazione del verbo magnèr (mangiare)
- (mé) a mâgn
- (té) t mâgn
- (ló) al mâgna
- (lî) la mâgna
- (nuèter) a magnän
- (vuèter) a magnè
- (låur) i mâgnen
- (låur) äli mâgnen

Coniugazione interrogativa del verbo magnèr
- mâgna?
- mâgnet?
- mâgnel? mâgnla?
- magnaggna?
- magnèv?
- mâgn-ni?

### Numeri maschili e femminili
A differenza dell'italiano, dove la distinzione tra maschile e femminile avviene solo per il numero uno (uno - una), nel dialetto bolognese la distinzione permane fino al 3:
- ón - óṅna (1)
- dû - dåu (2)
- trî - trai (3)

dal quattro (quâter) in poi non c'è più distinzione:
- quâter (4)
- zénncv (5)
- sî (6)
- sèt (7)
- òt (8)
- nôv (9)
- dîṡ (10)

## Lessicografia
(Leopardi, Zibaldone, Volume VII, 4516)
La tradizione lessicografica del bolognese è abbastanza antica: il primo vocabolario della lingua bolognese risale infatti al 1820 ed è stato redatto da Claudio Ermanno Ferrari.
Per una decisa sistemazione dell'ortograﬁa lessicograﬁca si deve aspettare tuttavia la pubblicazione degli studi di fonetica di Alberto Trauzzi e Augusto Gaudenzi, che introdussero segni esotici come la å nonché la ṅ, la ṡ e la ż, tentando di dare una grafia unitaria al dialetto che fino ad allora veniva trascritto utilizzando la grafia italiana, assai deleteria per un idioma foneticamente così distante dal toscano. Le notazioni proposte vengono riprese ed elaborate da Gaspare Ungarelli, che nel 1901 pubblicò primo dizionario moderno del bolognese.
In seguito le notazioni lessicografiche introdotte conobbero alterna fortuna negli autori successivi. Nel 1964 Alberto Menarini non usava nessun diacritico sulle consonanti nel suo saggio Bolognese invece: ricerche dialettali; comincia invece a usare il puntino su s, z, n in Tizio, Caio e San Petronio, vicende di nomi nel dialetto bolognese continuando ad evitare la å, invece ripresa, ed affiancata alla ä, dal prof. Luciano Canepari dell'Università di Venezia e dal suo discepolo Daniele Vitali con l'introduzione della OLM (Ortografia Lessicografica Moderna) che consente di riprodurre in uno scritto la reale parlata dialettale senza dovere "indovinarla" riferendosi al contesto della frase. Questa grafia è quella usata nei testi di grammatica del dialetto dello stesso Vitali e nei Corsi di Bolognese che dal 2002 Roberto Serra tiene presso il Teatro Alemanni di Bologna.

## Produzione letteraria
Il bolognese è un dialetto ricco di opere letterarie dal XVI secolo fino ai giorni nostri. Le opere letterarie principali sono soprattutto testi teatrali, ma non mancano anche opere in poesia e prosa.

## Diffusione e tutela
La lingua emiliana, alla quale appartiene la varietà linguistica bolognese, è classificata dall'UNESCO come "in serio rischio di estinzione" (seriously endangered), con un numero di parlanti stimati attorno ai due milioni nel 2011. Non vi sono stime ufficiali sul numero di parlanti bolognese, tuttavia il suo numero è sempre più esiguo, particolarmente nell'area urbana, dove è ormai pressoché scomparso, mentre sopravvive nelle versioni "ariose" della provincia. Da un lato ciò si deve alla massiccia immigrazione verso Bologna a partire dal secondo dopoguerra da altre zone d'Italia (principalmente dal sud), che ha portato gradualmente alla messa in minoranza della popolazione nativa; dall'altro al pregiudizio nei confronti del dialetto, visto come espressione di "bassa cultura" dalla popolazione a partire dall'epoca fascista e fino a tempi recenti.
Lo sporadico interessamento del Comune di Bologna negli anni '80, con l'organizzazione fra il 1987 e il 1989 del Festival della Canzone Bolognese, nonché il ben più rilevante contributo di artisti bolognesi quali Dino Sarti, Andrea Mingardi, Quinto Ferrari o Fausto Carpani, non hanno scongiurato il rischio di estinzione del bolognese. Sebbene associazioni locali si adoperino a promuovere il bolognese attraverso l'organizzazione di spettacoli teatrali, letteratura e musica, così come l'organizzazione di corsi, il disinteresse delle istituzioni e di buona parte della popolazione, in maggioranza non nativa, lasciano presagire la prossima estinzione del bolognese.